# Aeroporto de Poços de Caldas
O Aeroporto de Poços de Caldas / Embaixador Walther Moreira Salles (IATA: POO; ICAO: SBPC) é um aeroporto localizado no município de Poços de Caldas, no estado de Minas Gerais. Inaugurado em 1937, é o segundo aeroporto mais alto entre os de médio e grande porte do Brasil, atrás apenas do Aeroporto de Diamantina e alguns pequenos aeroportos da Serra da Mantiqueira. Sua pista tem 1.515 m de comprimento, adequada para aeronaves de médio porte. Recebe seu nome em homenagem ao banqueiro e embaixador mineiro Walther Moreira Salles.
A administração da área de navegação aérea do aeroporto foi assumida pela Infraero em outubro de 2022, inserindo melhorias na Estação Prestadora de Telecomunicações Aeronáuticas (EPTA), responsável por fornecer informações meteorológicas e de voo às aeronaves.
Em 2023, foi apresentado um plano diretor para o aeroporto em contrato com a Prefeitura de Poços de Caldas. O projeto, com previsão de atender ao aumento da demanda ao longo de duas décadas, contempla a ampliação da pista, do terminal de passageiros, a construção de um novo estacionamento e hangar, a reestruturação dos acessos e a implantação de uma RESA (área de segurança de fim de pista).

## Complexo aeroportuário
- Sítio Aeroportuário: 840.000 m²
- Área do Pátio das Aeronaves: 17.000 m²
- Posições para Estacionamento de Aeronaves: 6 (asa fixa: 5; asa rotativa: 1)
- Posições para Pátio de Manobra: 5
- Dimensões da Pista: 1.515 m x 30 m
- Área do Terminal de Passageiros: 120 m²
- Vagas de Estacionamento: 20
- Capacidade Operacional/ano: 2.000 passageiros
- Categoria máxima de aeronave para utilização da pista: 3C